# Creuera
|  | Per a altres significats, vegeu «creuera (anatomia)». |

La creuera (Cruciata laevipes) és una espècie de planta de la família de les rubiàcies present arreu d'Europa així com al nord de Turquia, l'Iran, el Caucas i l'Himàlaia occidental. S'ha informat de la seva naturalització al Comtat d'Ontario a l'Estat de Nova York. C. laevipes creix en prats, vorals de carreteres, ribes, matollars i boscos oberts, generalment sobre sols calcaris ben drenats.

## Morfologia

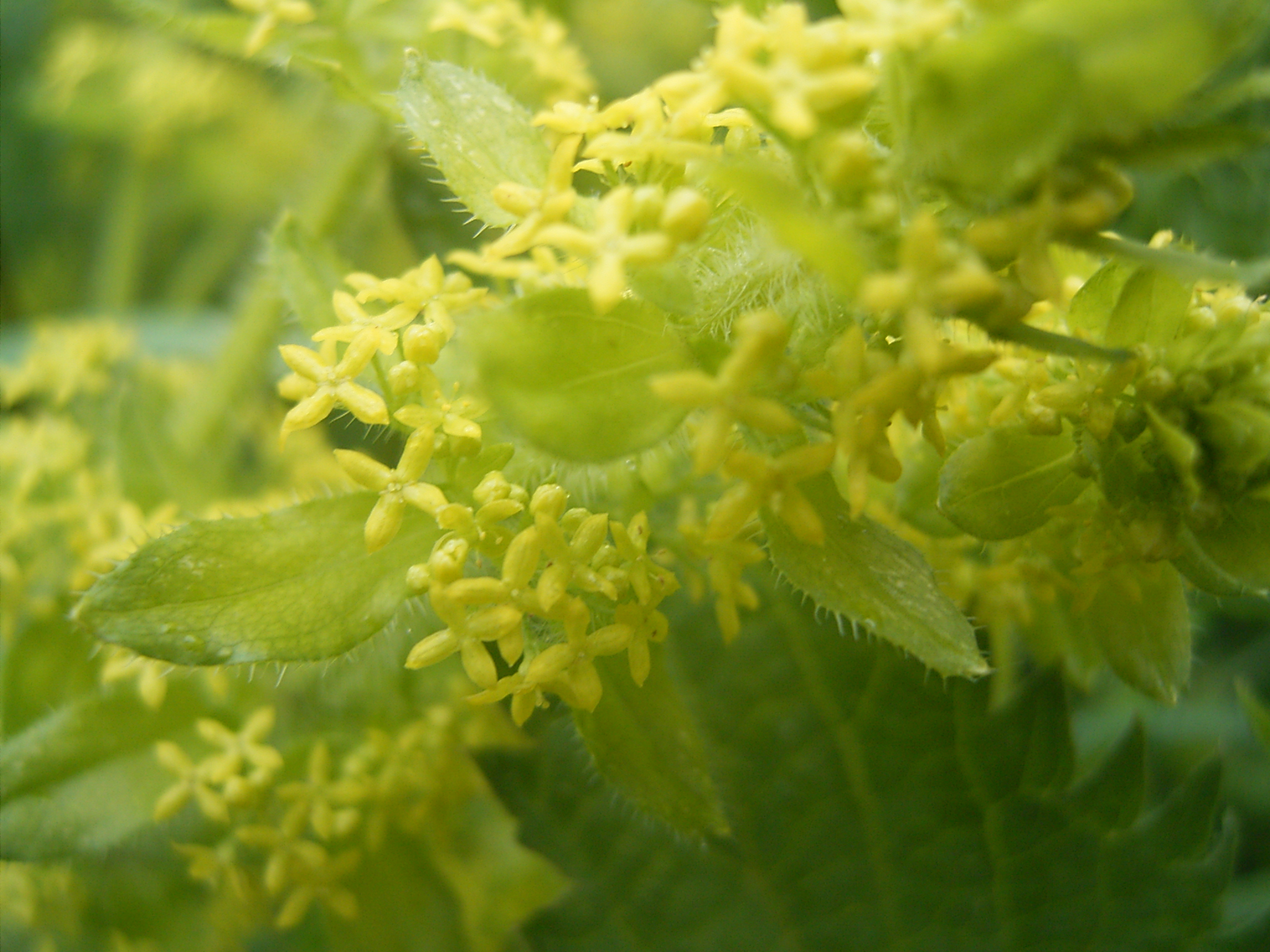
Flors de C. laevipes

Aquesta planta perenne extensiva pot créixer a una alçada de 15-70 cm, es reprodueix per llavors i estolons i presenta, cosa inusual en el grup de les rubiàcies, flors hermafrodites grogues. Les flors interiors són mascles i després cauen, mentre que les exteriors són bisexuals i produeixen els fruits. Les flors fan olor de mel. Dels verticils de quatre fulles, només dos de cada grup són fulles reals, les altres dues són estípules. S'associa amb micorrizes arbusculars que penetren les cèl·lules corticals de les arrels.

## Usos
Avui dia Cruciata laevipes amb prou feines s'usa com a planta medicinal, però abans s'emprava com a remei per al reumatisme i l'edema. El manuscrit del Medicinale Anglicum recomana la creuera com a cura per al maldecap.